# Вакары
Вакары — белорусский дворянский род.
В 1586 году Николай Вакар от польского короля за военные заслуги был пожалован привилегией на маетности. Некоторые его потомки переселились в Россию. Род Вакаров внесен в 6 часть Дворянской родословной книги Могилевской губернии.
- Вакар, Алексей Григорьевич (1773—1843) — общественный деятель, действительный член Московского Императорского общества сельского хозяйства.

## Описание герба
В щите имеющем красное поле изображён сидящий на серебряном пне чёрный вран, держащий в клюве перстень.
Щит увенчан дворянскими шлемом и короною со страусовыми перьями. Намёт на щите красный, подложен золотом. Щит держат два льва. Герб рода Вакар внесён в Часть 7 Общего гербовника дворянских родов Российской империи, стр. 166.